# Oreoweisia mulahacenii
Oreoweisia mulahacenii är en bladmossart som beskrevs av Hoehnel 1895. Oreoweisia mulahacenii ingår i släktet alpmossor, och familjen Dicranaceae. Inga underarter finns listade i Catalogue of Life.